# Elecciones generales de Panamá de 1978
La República de Panamá celebró elecciones generales el 11 de octubre de 1978, eligiendo a los 505 miembros de la Asamblea Nacional de Representantes de Corregimientos para que eligieran un nuevo presidente de la República.
En septiembre de 1978, Omar Torrijos anunció que dimitiría como Jefe de Gobierno cuando expirara su mandato de seis años en octubre, pero que seguiría siendo Comandante de la Guardia Nacional Militar de Panamá. Por recomendación suya, la Asamblea Nacional de Representantes de Corregimientos eligió como presidente a Arístides Royo (exministro de Educación y uno los firmantes de los Tratados Torrijos-Carter) y a Ricardo de la Espriella como vicepresidente por un período de seis años (1978-1984). En los comicios participaron más de 787 mil votantes.

## Elección
| Candidato               | Partido                     | Votos |
| ----------------------- | --------------------------- | ----- |
| Aristides Royo          | Independiente (sin partido) | 452   |
| Ricardo de la Espriella | PRD                         | 13    |
| Votos nulos             |                             | 40    |
| Total                   |                             | 505   |

## Consecuencias
El comandante de la Guardia Nacional de Panamá Omar Torrijos murió en un accidente aéreo el 31 de julio de 1981. Su muerte creó un vacío de poder y puso fin a una "dictadura con corazón" de 12 años, como le gustaba llamar a Torrijos a su mandato. Fue sucedido inmediatamente como comandante de la Guardia por el jefe de Estado Mayor, el coronel Florencio Flores Aguilar, un leal a Torrijos. Aunque Flores adoptó un perfil bajo y permitió que el presidente Arístides Royo ejerciera más de su autoridad constitucional, Royo pronto alienó a la camarilla de Torrijos, al sector privado y al estado mayor de la Guardia, quienes rechazaron su estilo de liderazgo y su firmeza retórica nacionalista y antiamericanista. Royo se había convertido en el líder de elementos de izquierda dentro del gobierno y usó su posición para acusar a Estados Unidos de cientos de violaciones técnicas en la implementación de los tratados del canal. El Estado Mayor consideró a la Guardia como el principal garante de la estabilidad nacional del país y comenzó a desafiar la autoridad política del presidente. Royo intentó utilizar al Partido Revolucionario Democrático (PRD) como su base de poder, pero la lucha entre izquierdistas y conservadores dentro del partido se volvió demasiado intensa para controlarla. Mientras tanto, los numerosos y diversos partidos políticos del país, aunque descontentos con el régimen, no pudieron formar una oposición viable y sólida.
Tras la muerte de Torrijos, los líderes de la Guardia Nacional forjaron un pacto en el que se perfilaba un "acuerdo en el que se turnarían como presidentes y comandantes de la Guardia Nacional".
Flores completó 26 años de servicio militar en marzo de 1982 y se vio obligado a retirarse. Fue reemplazado por su propio jefe de gabinete, el general Rubén Darío Paredes, quien se consideraba el legítimo sucesor de Torrijos y la personificación del cambio y la unidad. Sin demora, el nuevo comandante de la Guardia se impuso en la política panameña y formuló planes para postularse para la presidencia en 1984. Muchos sospecharon que Paredes había llegado a un acuerdo con el coronel Manuel Noriega, quien había sido el subjefe de personal de inteligencia desde entonces. 1970, donde Noriega asumiría el mando de la Guardia y Paredes se convertiría en presidente en 1984. Paredes culpó públicamente a Royo por el rápido deterioro de la economía y el embolsamiento de millones de dólares del sistema de seguridad social de la nación por parte de funcionarios gubernamentales. En julio de 1982, el creciente malestar laboral provocó el estallido de huelgas y manifestaciones públicas contra la administración de Royo. Paredes, alegando que "la gente quería un cambio", intervino para destituir a Royo de la presidencia.
Con el respaldo de la Guardia Nacional, Paredes obligó a Royo y a la mayor parte de su gabinete a renunciar el 30 de julio de 1982. Royo fue sucedido por el vicepresidente Ricardo de la Espriella, un exfuncionario bancario educado en los Estados Unidos. De la Espriella no perdió el tiempo en referirse a la Guardia Nacional como un "socio en el poder". Black, Jan Knippers and Edmundo Flores.
En agosto de 1982, de la Espriella formó un nuevo gabinete que incluía a independientes y miembros del Partido Liberal Nacional y el PRD; Jorge Illueca, el canciller de Royo, se convirtió en el nuevo vicepresidente. Mientras tanto, el coronel Armando Contreras se convirtió en jefe de Estado Mayor de la Guardia Nacional. El coronel Noriega continuó ocupando el poderoso puesto de subjefe de personal de inteligencia, el único brazo de inteligencia del gobierno panameño.
En diciembre de 1982, Noriega se convirtió en jefe de personal de la Guardia Nacional. El general Paredes, de acuerdo con la nueva disposición constitucional de que ningún miembro activo de la Guardia podía participar en una elección, se retiró a regañadientes de la Guardia en agosto de 1983. Fue sucedido inmediatamente por Noriega, quien fue ascendido a general de brigada.
La dimisión del presidente de la Espriella y su gabinete el 13 de febrero de 1984 apenas se notó durante la intensa campaña electoral. De la Espriella fue expulsado por Noriega. De la Espriella se había opuesto a la manipulación de las elecciones por parte de los militares y abogó firmemente por las elecciones libres para 1984. Durante su breve mandato, de la Espriella no logró instituir ningún cambio político significativo y su presidencia fue mediocre. De la Espriella fue sucedido inmediatamente por el vicepresidente Jorge Illueca, quien formó un nuevo gabinete.